# Рельф, Джордж
Джордж Рельф (англ. George Relph) (27 января 1888 – 24 апреля 1960) — английский актёр. Сыграл роли в более чем десяти фильмах, и во многих театральных пьесах. В ходе Первой мировой войны служил в британской армии и получил пулевое ранение в ногу, что стало препятствием для его возвращения к профессии актёра. Всё же Рельф смог вернуться на сцену и продолжить карьеру. Его сын, Майкл Рельф стал продюсером в британской кинопромышлености. Последней ролью Рельфа в кино стала роль императора Тиберия в фильме 1959 года Бен-Гур, фильм вышел за пять месяцев до смерти Рельфа.  

## Фильмография
- The Lure of Woman (1915) — Sleeping Wolf ака John Found
- The Butterfly on the Wheel (1915) — Collingwood
- The Ballet Girl (1916) — Maurice Avery
- Her Maternal Right (1916) — Emory Townsend
- Paying the Price (1916) — Paul Towne
- The Door That Has No Key (1921) — Jack Scorrier
- Candytuft, I Mean Veronica (1921) — George Anstruther
- The Ghoul (1933) — Doctor (нет в титрах)
- Now You're Talking (1940) — Spy
- Give Us the Moon (1944) — Otto
- Nicholas Nickleby (1947) — Mr. Bray
- I Believe in You (1952) — Mr. Dove
- The Titfield Thunderbolt (1953) — Vicar Sam Weech
- The Final Test (1953) — Syd Thompson
- Доктор на свободе (1957) — доктор Фергюсон
- Davy (1957) — Uncle Pat
- Бен-Гур (1959) — император Тиберий (последняя роль в кино)

## Театр
- The Silver King (1902 – 1903, Prince's Theatre, Бристоль)
- Kismet (1911-1912, Knickerbocker Theatre, Бродвей, Нью-Йорк) — Kafur
- The Yellow Jacket (1912-1913, Fulton Theatre) — Wu Hoo Git
- Ромео и Джульетта (1915, 44th Street Theatre, Нью-Йорк) — Ромео (режиссёр Герберт Бирбом Три)
- The Darling Of The Gods (1913 – 1914, Театр Его Величества)
- Joseph And His Brethren (1913 – 1914, Театр Его Величества) — Иосиф (режиссёр Герберт Бирбом Три)
- Fair and Warmer (1918, театр Принц Уэльский) — Philip Evans
- The Race with the Shadow (1920 – 1921, театр Ройал-Корт)
- The Bat (1922, St James's Theatre) — Brooks
- The Way of an Eagle (1922 – 1923, Prince's Theatre, Бристоль)
- Зелёная богиня (1923 – 1924, St James’s Theatre)
- The Monster (1928, Strand Theatre) — Michael Bruce
- Shall We Join The Ladies? (1929, театр Палас) — Mr Gourlay
- Sybarites (1929, Артс-театр) — Con Delaney
- Almost a Honeymoon (1930 – 1931, Garrick Theatre и Apollo Theatre) — Charles (replacement)
- A Kiss for Cinderella (начало в 1934 году, Театр Его Величества) — Courtier
- The Squeaker (начало в 1937 году, Strand Theatre) — Sutton
- The Doctor’s Dilemma (1943, Theatre Royal Haymarket) — Dr Blenkinsop
- Дядя Ваня (1945, труппа театра Олд Вик в театре Ноэла Кауарда) — Telegin (Waffles)
- Пер Гюнт (1944 – 1945, Old Vic at New Theatre) as Solvieg's Father/ Strange Passenger
- Ричард III (1944 – 1945, Old Vic at New Theatre) — герцог Кларенс/кардинал Бушье
- Генрих IV, часть 1 (1945, Old Vic at New Theatre) — Томас Перси, граф Вустер
- Генрих IV, часть 2 (1945-1946, Old Vic at New Theatre ) — Пистоль
- Царь Эдип (1945 – 1946, Old Vic at New Theatre) — пастух
- The Critic (1945 – 1946, Old Vic at New Theatre) as Mr Dangle
- Сирано де Бержерак (1946 – 1947, Old Vic at New Theatre) — Линьер
- Король Лир (1946-1947, Old Vic at New Theatre) — Граф Глостер
- Укрощение строптивой (1947 – 1948, Old Vic at New Theatre) — Гремио
- Школа злословия (1948 - 1949, Old Vic Company, and Australian Tour) — сэр Оливер Сюрфейс
- Антигона (1949, Old Vic at New Theatre) — Креон
- Ричард III (1949, Old Vic at New Theatre) —  Герцог Бекингем
- Fading Mansion (1949, Duchess Theatre) — Cormack Joyce
- Venus Observed (1950, St James’s Theatre) — Herbert Reedbeck
- The Gioconda Smile (1950, Лицейский театр (Бродвей) и  Fulton Theatre, Нью-Йорк) — Dr Libbard
- Ardèle (1951, Royal Court Theatre, Liverpool) — The General
- The Mortimer Touch (1952, Duke of York's Theatre) — The Duke of Applecross
- The Bad Samaritan (1953, театр Критерион & Duchess Theatre) — The Dean
- The Little Glass Clock (1954, Театр Олдвич) — The Abbe Matignon
- Я захватываю замок (1954, Театр Олдвич) — Джеймс Мортмейн
- Дикая утка (1955, Saville Theatre) — Старик Экдал.
- Чайка (1956, Saville Theatre) — Пётр Николаевич Сорин
- The Entertainer (1957, Royal Court Theatre) — Billy Rice[4][6]